# Пять недель на воздушном шаре (фильм)
«Пять недель на воздушном шаре» (англ. Five Weeks in a Balloon) — американский цветной широкоэкранный приключенческий фильм 1962 года, снятый режиссёром Ирвином Алленом по одноимённому роману  Жюля Верна «Пять недель на воздушном шаре».

## Сюжет
1862 год. Англия. Профессор Самуэль Фергюссон успешно проводит испытания своего воздушного шара «Юпитер» и собирается исследовать на нём Восточную Африку. Но президент Королевского географического общества отказывается финансировать затею профессора, считая, что такое далёкое путешествие невозможно совершить на воздушном шаре. Американский издатель Корнелиус Рэндольф соглашается помочь профессору с финансированием исследований, но с условием, что к экспедиции присоединится его репортёр и племянник — мистер О’Шей. В одночасье планы профессора меняются. По просьбе королевы профессор Фергюссон вместе с экспедицией летит на воздушном шаре из Занзибара в Западную Африку, к реке Вольте. Экспедиция должна за пять недель пересечь «чёрный континент» для того, чтобы успеть опередить работорговцев, а по пути их будут ждать опасные и удивительные приключения…

## В ролях
- Ред Баттонс — Дональд О’Шей
- Фабиан Форте — Жак, помощник профессора
- Барбара Иден — Сьюзан Гейл
- Седрик Хардвик — профессор Самуэль Фергюссон
- Петер Лорре — Ахмед
- Ричард Хэйдн — сэр Генри Вайнинг
- Барбара Луна — Макия
- Билли Гилберт — султан
- Герберт Маршалл — примьер-министр
- Реджинальд Оуэн — консул
- Генри Дэниелл — шейх Агейба
- Майк Мазурки — капитан рабов
- Алан Кайю — инспектор
- Бен Астар — Мьянга
- Рэймонд Бейли — Корнелиус Рэндольф
- Шейла Аллен — придворная (нет в титрах)
- Стюарт Холмс — зритель на выставке воздушных шаров (нет в титрах)

## Съёмочная группа
- Режиссёр: Ирвин Аллен
- Продюсер: Ирвин Аллен
- Сценаристы: Ирвин Аллен, Чарльз Беннетт, Альберт Гейл
- Оператор: Уинтон С. Хок
- Композитор: Пол Соутелл